# 무법자 (2010년 스릴러 영화)
"무법자"는 2010년에 개봉한 대한민국의 영화이다.

## 캐스팅
- 감우성 : 오정수 역
- 장신영 : 한소영 역
- 김민주 : 정지현 역
- 최원영 : 박성철 역
- 윤지민 : 이경진 역
- 탁트인 : 조 역
- 홀먼 피터 로널드 : 대니 역
- 윤철형 : 장 계장 역
- 조덕현 : 황 과장 역
- 천성훈 : 박창규 역
- 김태환 : 문 형사 역
- 이재혁 : 배 형사 역
- 신우철 : 최 형사 역
- 마이클 앨런 존스 : 톰슨 역
- 김구택 : 윤창배 역
- 전성환 : 판사 이동환 역
- 허기호 : 한석근 역
- 고윤후 : 김문수 역
- 정윤선 : 성주옥 역
- 김민좌 : 희수 역
- 장혁진 : 발바리 역
- 정민성 : 교통경찰 역
- 우현 : 노숙자 역 (특별출연)